# Calycobolus micranthus
Espèce
Synonymes
- Prevostea micrantha Dammer[2],[3]

Statut de conservation UICN

 VU B2ab(iii) : Vulnérable
Calycobolus micranthus (Dammer) Heine est une espèce de plantes de la famille des Convolvulaceae et du genre Calycobolus, endémique du Cameroun, classée espèce vulnérable par l’Union internationale pour la conservation de la nature.

## Description
C'est un arbuste pouvant atteindre une hauteur de 2,5 m.

## Taxinomie
Calycobolus micranthus a pour synonyme :
- Prevostea micrantha Dammer, Beibl. Bot. Jahrb. Syst. 57: 57 (1897). (basionyme)

L’espèce a été initialement décrite par Udo Dammer sous le nom Prevostea micrantha en 1897, puis déplacée dans le genre Calycobolus par Hermann Heino Heine en 1963.

## Habitat et écologie
Calycobolus micranthus est une petite liane (arbuste grimpant), signalée dans les forêts ombrophiles de basse altitude (y compris les forêts secondaires) à une altitude de 50 à 700 mètres.

## Répartition
Calycobolus micranthus est endémique du Cameroun et n’est connue que dans six emplacements : dans la région de Kumba (Région du Sud-Ouest) ; entre Ebolowa et Yaoundé (Région du Centre) ; à 38 km sur la route de Kribi à Campo ; à 45 km sur la route de Kribi à Campo ; à Bipindi (Région du Sud) ; et dans la Réserve de faune du Dja, près de Somalomo (Région de l’Est). Sa zone d'occurrence (EOO, extend of occurrence) est estimée à 391 153 km2 avec une zone d'occupation (AOO, area of occupancy) minimale de 28 km2.
Elle a été récoltée à Kumba (Johann-Albrechtshöhe) dans la Région du Sud-Ouest par Alois Staudt en 1896.

## Statut de conservation
Calycobolus micranthus est classée espèce vulnérable par l’Union internationale pour la conservation de la nature.
Calycobolus micranthus n’est connu que de six localités et de six ou sept emplacements définis comme menacés. Sa zone d'occurrence (EOO, extend of occurrence) est estimée à 391 153 km2, ce qui est proche du seuil de classement pour une espèce vulnérable selon le critère B1. Et sa zone d'occupation (AOO, area of occupancy) minimale de 28 km2 correspond à un classement « espèce en voie de disparition » selon le critère B2. Des recherches supplémentaires sont nécessaires sur la taille, la répartition et les tendances actuelles des populations de cette espèce, car les données les plus récentes datent de 1987 et dans trois des localités, l’espèce n'ont pas été enregistrée depuis plus de 100 ans. Un déclin continu de la superficie et de la qualité de son habitat est déduit de la perte et de la dégradation continues des forêts de plaine dans les régions du Cameroun où elle a été enregistrée. La principale menace continue pour cette espèce est la perte d’habitat due à l’agriculture sur brûlis, l’agriculture de plantation (caoutchouc et palmier à huile) et l’urbanisation. Elle est donc évaluéée comme Vulnérable selon le critère B2ab (iii).